# 障害者虐待の防止、障害者の養護者に対する支援等に関する法律
障害者虐待の防止、障害者の養護者に対する支援等に関する法律（しょうがいしゃぎゃくたいのぼうし、しょうがいしゃのようごしゃにたいするしえんとうにかんするほうりつ、英語: Act on the Prevention of Abuse of Persons with Disabilities and Support for Caregivers、平成23年6月24日法律第79号）は、障害者虐待の防止および障害者の養護者の支援に関する日本の法律である。略称は障害者虐待防止法。
障害者に対する虐待が障害者の尊厳を害し、障害者の自立および社会参加にとって障害者に対する虐待を防止することが極めて重要であること等から、障害者に対する虐待の禁止、障害者虐待の予防および早期発見その他の障害者虐待の防止等に関する国等の責務等を規定した。2011年（平成23年）6月17日に参議院本会議にて成立。法律公布日は2011年（平成23年）6月24日、本法律施行日は2012年（平成24年）10月1日である。

## 主務官庁
- 厚生労働省社会・援護局障害保健福祉部精神・障害保健課

## 法律構成
- 第一章　総則（第一条―第六条）
- 第二章　養護者による障害者虐待の防止、養護者に対する支援等（第七条―第十四条）
- 第三章　障害者福祉施設従事者等による障害者虐待の防止等（第十五条―第二十条）
- 第四章　使用者による障害者虐待の防止等（第二十一条―第二十八条）
- 第五章　就学する障害者等に対する虐待の防止等（第二十九条―第三十一条）
- 第六章　市町村障害者虐待防止センター及び都道府県障害者権利擁護センター（第三十二条―第三十九条）
- 第七章　雑則（第四十条―第四十四条）
- 第八章　罰則（第四十五条・第四十六条）
- 附則

## 法律の目的等
第一条には目的が、第三条には障害者に対する虐待の禁止が書かれている。

## 障害者の定義
身体・知的・精神障害その他の心身の機能の障害がある者であって、障害及び社会的障壁により継続的に日常生活・社会生活に相当な制限を受ける状態にあるものをいう（障害者基本法第2条第1号）。

## 主な対象者
18歳以上65歳未満の障害者およびその養護者。
なお、家庭の障害児（18歳未満）には児童虐待防止法を、施設入所等障害者には施設等の種類（障害者施設等、児童養護施設等、介護保険施設等）とその根拠法に応じてこの法律、児童福祉法または高齢者虐待防止法を、家庭の高齢障害者にはこの法律及び高齢者虐待防止法を、それぞれ適用する。

## 障害者虐待の定義

### 虐待者による分類とその対応
1. 養護者による障害者虐待 - 市町村が中心になって通報を受ける（相談援助、避難・居住の場所確保、関係者の連携）。
2. 障害者福祉施設従事者等による障害者虐待 - サービス事業者が通報および虐待防止の策を講じる。
3. 使用者（障害者を雇用する事業主または事業の経営担当者その他その事業の労働者）による障害者虐待 - 事業所・雇用者が虐待防止に当たる。

### 虐待内容による分類
基本的には、高齢者虐待防止法と同じである。
1. 身体的虐待
障害者の身体に外傷が生じたり、生じる恐れのある暴行を加えること、または正当な理由なく障害者の身体を拘束すること[注釈 1]。
2. 性的虐待
 障害者に対してわいせつな行為をすること、または障害者にわいせつな行為をさせること[注釈 2]。
3. 心理的虐待
 障害者に対する著しい暴言、著しく拒絶的な対応、不当な差別的言動その他、障害者に著しい心理的外傷を与える言動を行うこと[注釈 3]。
4. 放棄・放任による虐待（ネグレクト）
 障害者を衰弱させるような著しい減食または長時間の放置のほか、他の労働者による1〜3の虐待行為の放置など、これに準じる行為を行うこと[注釈 4]。
5. 経済的虐待
 障害者の財産を不当に処分することその他、障害者から不当に財産上の利益を得ること[注釈 5]。

## 障害者虐待の現状
2023年3月24日の厚生労働省の公表によれば、2021年度、全国の自治体が把握した家庭や施設で虐待を受けた障害者は2960人（前年度比295人増）で、調査を始めた2012年度以降で最多。家族などの養護者から虐待を受けた人は2004人（68％）、施設職員らから虐待を受けた人は2013年度と比べて2倍以上。虐待の内容（複数回答）は、身体的虐待が57％で最多、心理的虐待が42％、性的虐待が15％。障害別にみると、知的障害が73％、身体障害が17％、精神障害が15％。施設や事業所の種類別では、グループホームが23.2％で最多。発生要因（複数回答）は、教育・知識・介護技術などに関する問題64.5％、職員のストレスや感情コントロールの問題54.8％、倫理感や理念の欠如50.0％。自治体などへの相談・通報は、1万545件（前年比1124件増）。なおこの調査では精神科病院は含まれない。

## 通報窓口・相談援助機関
市町村・都道府県の部局又は施設に、障害者虐待対応の窓口等となる「市町村障害者虐待防止センター」・「都道府県障害者権利擁護センター」を設置し、相談援助、地域での虐待防止、通報の窓口としての機能を果たさせることとなっている。職員には罰則付きで守秘義務が課せられている。
- 市町村障害者虐待防止センターの業務（法第32条）
  1. 虐待の通報・届出を受理
  2. 相談・指導・助言
  3. 広報・啓発

また、施設や職場での虐待において、虚偽や過失なく（本当のことを正確に）通報、届け出た場合、通報者は解雇その他の不利益取り扱いから保護される。
2013年（平成25年）11月には、千葉県社会福祉事業団が運営する施設で、利用者が虐待死する事件が発覚し、千葉県庁で第三者委員会が調査・報告書を提出している。

## 問題点
問題点として挙げられるのは、各種学校や医療機関（病院・診療所）での虐待に関する罰則規定がないことである。そのため、3年後を目途として法の見直しの際の検討課題となっている。